# Marianna Alexandrowna Maximowskaja

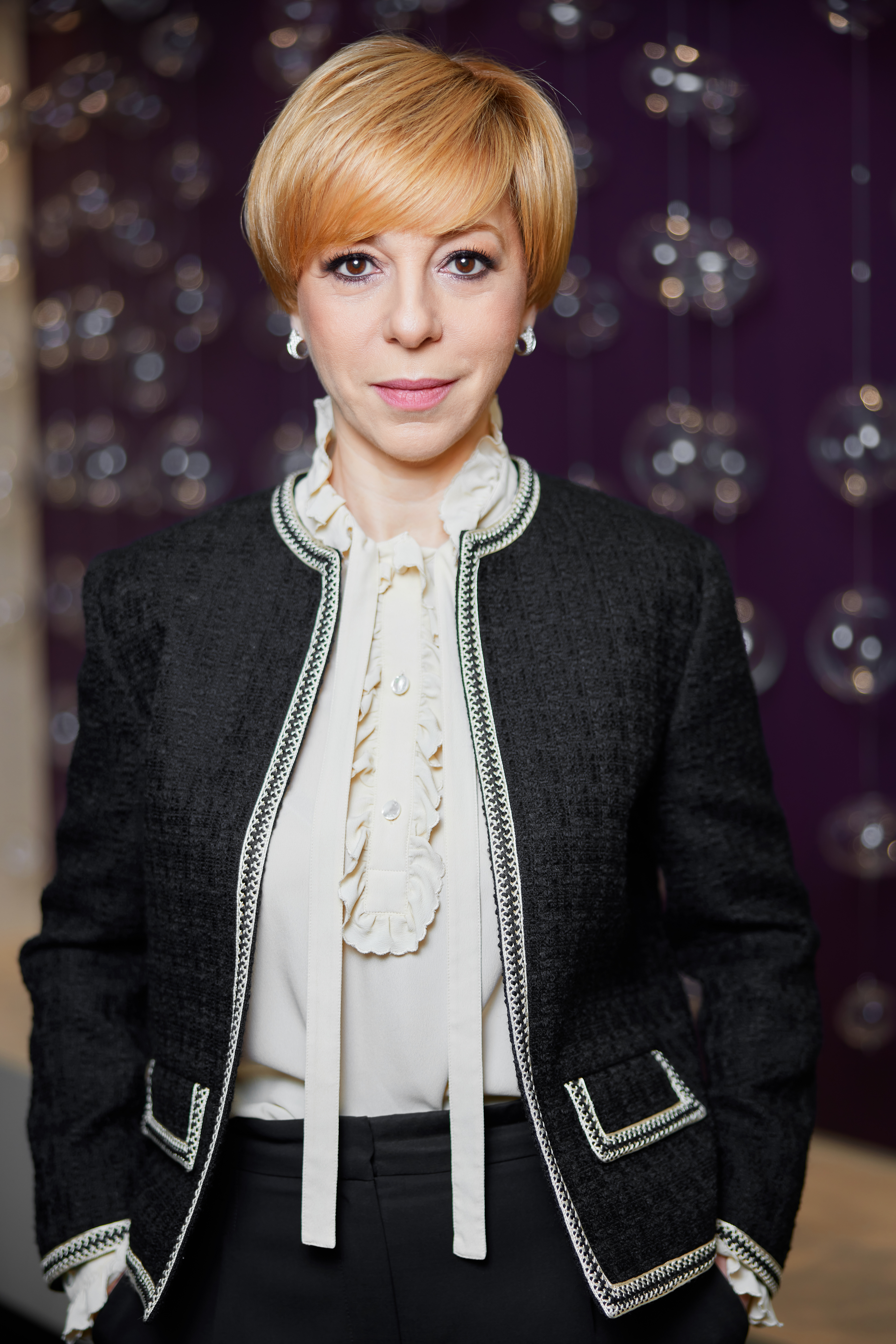
Marianna Maximowskaja (2021)

Marianna Alexandrowna Maximowskaja (russisch Марианна Александровна Максимовская; * 7. April 1970 in Moskau) ist eine russische Fernsehjournalistin.

## Leben
Marianna Maximowskaja schloss 1992 ein Studium der Journalistik an der Moskauer Lomonossow-Universität ab. Danach arbeitete sie als Fernsehjournalistin bei den russischen Fernsehsendern Perwy kanal, NTW, TW-6 und TWS. Wie auch andere Kreml-kritische Journalisten wechselte Maximowskaja häufig den Fernsehsender, nachdem dieser jeweils den Besitzer wechselte oder von den Behörden geschlossen wurde. Von 2003 bis 2014 hatte Maximowskaja bei Ren-TV ihr eigenes Politmagazin Nedelja s Mariannoj Maximowskoj (dt.: Die Woche mit Marianna Maximowskaja). Ihre Sendung lief bei Ren-TV, einem der wenigen russischen Fernsehsender, der nicht unter direkter Kontrolle der Staatsmacht steht. Das Magazin wurde insgesamt dreizehnmal mit dem russischen Fernsehpreis TEFI ausgezeichnet und hatte durchgehend gute Einschaltquoten. Die Woche war eine der letzten politischen Sendungen im Free-TV, die nicht durch eine unkritische Berichterstattung gegenüber der Regierung geprägt war, wurde aber während der Sommerferien der Redaktion 2014 abgesetzt. Maximowskaja blieb 2014 als politische Journalistin für REN TV tätig und nahm im Dezember 2014 als eine von fünf nationalen Fernsehjournalisten am jährlichen Interview mit Ministerpräsident Dmitri Medwedew teil, den sie auf die stark gesunkene Kaufkraft breiter Bevölkerungsteile ansprach. 2015 wechselte sie zu einer Kommunikationsfirma und wurde 2018 Präsidentin derer Gruppe.